# Valašské Klobouky
Valašské Klobouky (in tedesco Walachisch Klobouk) è un piccolo centro della Repubblica Ceca, nella Moravia meridionale, nella Regione di Zlín. La sua popolazione al 1º gennaio 2003 era di 5081 abitanti. La sua superficie è di 2694 ettari, e la sua altitudine di 449 metri sul livello del mare.